# 自助者天助之

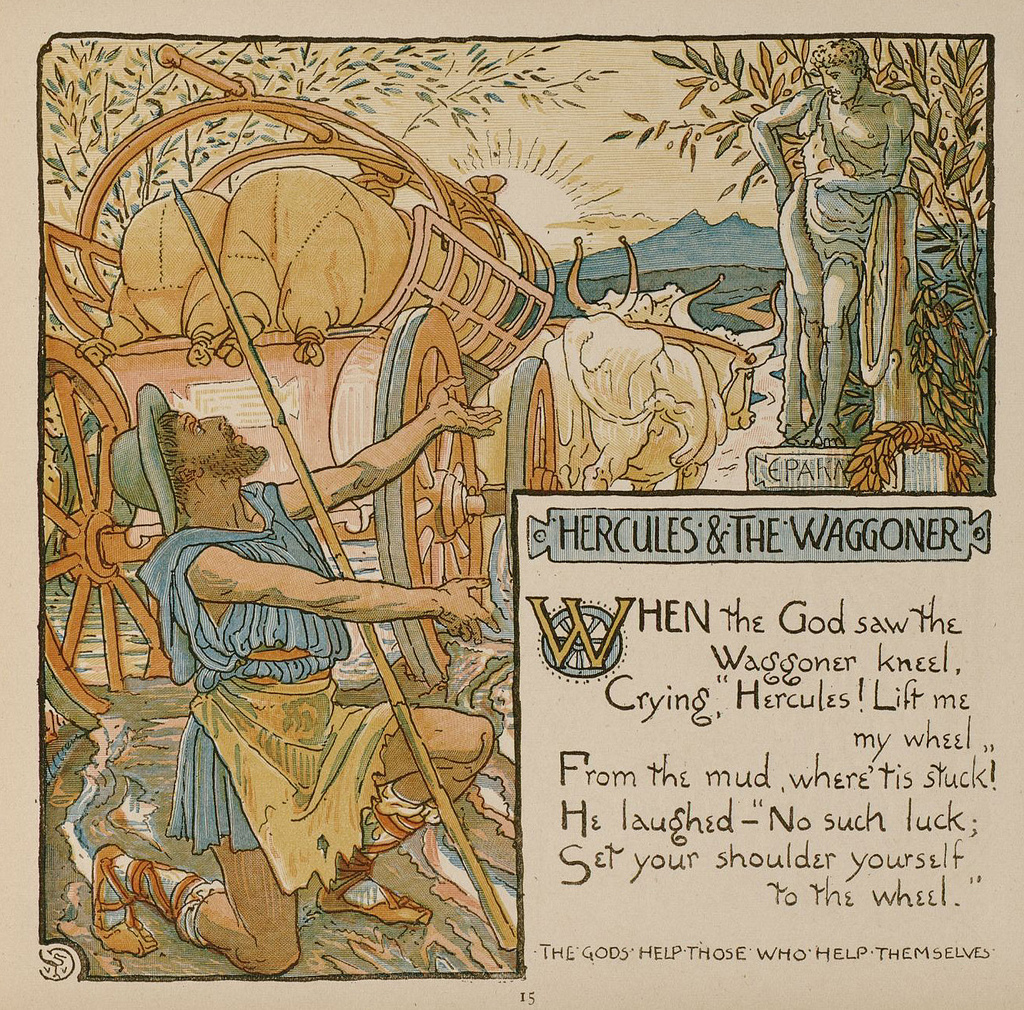

自助者天助之（英語：God helps those who help themselves）另譯「天助自助者，自助人恆助之。」是一句強調自我主動性和能動性的重要性的英文格言。這句話被用於激勵人們自助而在全世界廣泛流行。
古希臘的多部著作中存在與這句話類似觀點的句子。而這句英文格言的原文最早出現在英國政治家阿尔格农·西德尼在1689年的著作《論政府》（Discourses Concerning Government）第2章第23節中。1732年，班傑明·富蘭克林在其著作《窮理查的年鑑》引用了這句話，使其廣為流傳。
這句話常常被誤認為是聖經引語，事實上聖經中並沒有與之相同的句子，但存在暗示個人要自身努力的語句。古蘭經中存在類似的變體。

## 類似觀點的語句

### 基督教和猶太教
在聖經中存在間接支持這句話觀點的經文：
歌羅西書3:23：「無論作甚麼、都要從心裏作、像是給主作的、不是給人作的。」
申命記28:8：「在你倉房裏、並你手所辦的一切事上、耶和華所命的福必臨到你．耶和華你　神、也要在所給你的地上賜福與你。」 
箴言6:10–12：「再睡片時、打盹片時、抱着手躺臥片時、你的貧窮就必如強盜速來、你的缺乏彷彿拿兵器的人來到。無賴的惡徒、行動就用乖僻的口．」 
箴言12:11：「耕種自己田地的、必得飽食．追隨虛浮的、卻是無知。」
箴言12:24：「殷勤人的手必掌權．懶惰的人必服苦。」
箴言13:4：「懶惰人羨慕、卻無所得．殷勤人必得豐裕。」
箴言21:31：「馬是爲打仗之日豫備的．得勝乃在乎耶和華。」

提摩太前書5:8：「人若不看顧親屬、就是背了眞道、比不信的人還不好．不看顧自己家裏的人、更是如此。」
雅各書2:26：「身體沒有靈魂是死的、信心沒有行爲也是死的。」
在儆醒僕人的比喻和十個童女的比喻中也存在類似的末世論主題：為最後的審判做準備。
與能動性相反，在其他情況下，聖經強調對上帝的依賴，以及耶穌服務或治愈那些缺乏自助能力的人的例子，這意味著自力更生和對上帝的依賴是相輔相成的（見馬可福音6:34、馬可福音1:30–31、馬可福音10:46–52）。

### 伊斯蘭教
在《古蘭經》中可以找到一段具有相似觀點的段落：
古蘭經13:11：「每个人的前面和后面，都有许多接踵而来的天神，他们奉真主的命令来监护他。真主必定不变更任何民众的情况，直到他们变更自己的情况。当真主欲降灾害于任何民众的时候，那灾害是不可抗拒的。除真主外，他们绝无保佑者。」
古蘭經16:128：「真主确是同敬畏者和行善者在一起的。」
古蘭經55:60：「行善者，只受善报。」
另外，阿拉伯諺語有一句來自聖訓的諺語：「相信真主，但要繫好駱駝」，講述的是關於先知穆罕默德的故事。根據Shamaail Tirmidhi的說法，有一天穆罕默德注意到一個貝都因人沒有繫好駱駝就離開了。穆罕默德便問貝都因人：「為甚麼不繫上你的駱駝？」貝都因人回答說：「我相信真主。」穆罕默德告訴他：「相信真主，但要繫好駱駝。」

### 中文成語
中文成語「天道酬勤」表達了與之類似的觀點。
有些事，不是因為看到了希望才去堅持，而是因為堅持了才看到希望。

### 法語格言
法語格言意思與這句英文格言相同，該句話在1830年法國七月革命中發揮了重要作用。